# I'm Going to Tell You a Secret
I'm Going to Tell You a Secret es un documental estadounidense de 2005, dirigido por Jonas Åkerlund y protagonizado por la cantante Madonna, que narra su gira Re-Invention World Tour (2004). El filme se estrenó el 21 de octubre de 2005 en el canal de televisión MTV. Inicialmente fue denominado The Re-Invented Process, en referencia a los nombres de la gira y la instalación artística de Steven Klein X-STaTIC Pro=CeSS, en la que Madonna participó. El documental se divide en varios segmentos e inicia con imágenes de la exhibición y las audiciones para los bailarines, continúa con la cantante, su equipo y su personal recorriendo diferentes ciudades e interpretando varios temas de la gira, además de hacer una introspección en la vida de Madonna, su matrimonio con el director británico Guy Ritchie, su religión e interés por la Cábala y sus hijos. Finaliza con la visita de la artista a Israel, en medio de las protestas por su llegada.
I'm Going to Tell You a Secret se desarrolló a partir de la necesidad de Madonna de mostrar su faceta artística en la gira y su entrega hacia la Cábala, además de retratar la espiritualidad y su propia madurez. Al igual que en el documental de 1991 de la cantante Madonna: Truth or Dare, las presentaciones de la gira fueron filmadas en color, mientras que el resto del documental se utilizó el formato blanco y negro. El documental también cuenta con la participación de Guy Ritchie, el padre de Madonna, Tony Ciccone y la esposa de este, Joan, como así también del cineasta estadounidense Michael Moore. Antes del estreno del documental, Madonna invitó a un grupo selecto de amigos y compañeros de trabajo a mirar un primer corte de tres horas de duración del filme, con el fin de recibir una respuesta de ellos en un formulario que les fue entregado después de la función. Madonna y su equipo tuvieron que recortar la película por la respuesta negativa que recibieron con respecto a los detalles excesivos de la Cábala.
Para la promoción y el estreno de la película, la cantante apareció en sesiones de Q&A con la prensa y también dio un discurso a un grupo de estudiantes de cine en el Hunter College de Nueva York. Tras es el estreno de I'm Going to Tell You a Secret, la crítica le otorgó opiniones variadas: un grupo de periodistas elogió las presentaciones en vivo de la gira y las escenas que involucraban a los hijos y la familia de Madonna. Por el contrario, otros criticaron la naturaleza auto-indulgente del documental y la actitud «predicadora» de Madonna en la película. La compañía discográfica Warner Bros. Records puso a la venta el primer álbum en directo de la cantante, I'm Going to Tell You a Secret, el 20 de junio de 2006. Contiene dos discos: un CD con 14 canciones interpretadas en el tour e incluidas en el documental y un DVD con el mismo. El material recibió una nominación en la 49.ª entrega anual de los premios Grammy, en la categoría de mejor vídeo musical de formato largo y obtuvo una recepción comercial moderada en las listas musicales.

## Sinopsis

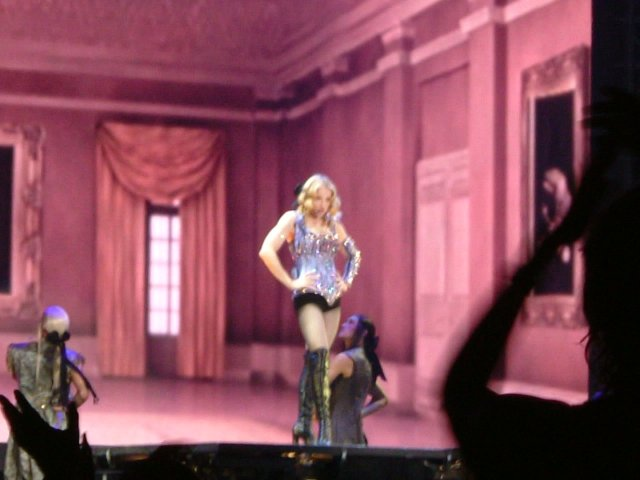
La gira Re-Invention World Tour inició con la interpretación de «Vogue»

El documental inicia con escenas de la instalación X-STaTIC Pro=CeSS, mientras en las pantallas Madonna aparece como una reina sentada junto a un coyote. Conocida como «The Beast Within», la apertura es acompañada por la voz de la cantante recitando los versos del Libro del Apocalipsis. Tras esto se la ve grabando con el director musical Stuart Price, se lleva a cabo las audiciones para los bailarines de su gira mundial e inician los ensayos. Tras la noche de apertura de la gira en el recinto The Forum, en Inglewood, California, Madonna y los bailarines asisten a una fiesta para celebrar el éxito del primer concierto. La gira se traslada a la ciudad de Nueva York con más imágenes de los ensayos y Madonna pidiéndoles que voten en las siguientes elecciones presidenciales. Guy Ritchie bromea con Madonna mientras se prepara para la actuación en el Madison Square Garden, mientras que el cineasta Michael Moore aparece en una entrevista, en donde recuerda cómo Madonna le agradeció durante el concierto por su documental Fahrenheit 9/11 (2004).
En Chicago, el padre de Madonna, Tony Ciccone, es entrevistado en su viña y recuerda la infancia y adolescencia de ella en su casa; luego, él su esposa Joan asisten al espectáculo en United Center. La siguiente escena ocurre en Miami, donde se muestra a Ritchie pescando junto con su hijo Rocco y jugando con su hermana Lourdes, cuando Madonna reflexiona sobre las relaciones y su marido. La intérprete y su equipo llegan a Londres, donde detalla su interés por la Cábala y explica cómo la religión cambió su vida y la hizo una persona más madura. Este segmento también entrevista a su maestro Eitan, que explica los orígenes de la religión. En el día del concierto en el Castillo de Slane, en Dublín, Madonna y sus bailarines estaban en peligro de electrocutarse debido a la constante lluvia, pero aun así continuó con la presentación.

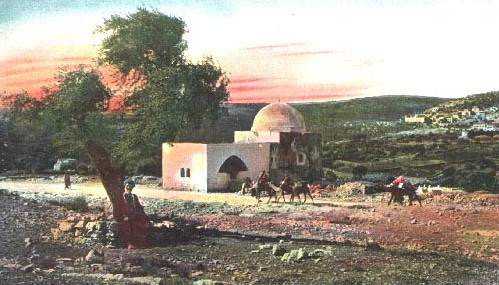
El documental finaliza con la visita de Madonna a la Tumba de Raquel, en las afueras de Belén (Palestina)

En París, Francia, la artista lleva a sus bailarines a un recital de piano de Katia y Marielle Labèque. Tras su actuación en el Palais Omnisports de Paris-Bercy, la gira llega a su última parada en Lisboa, Portugal. Los bailarines comentan sus siguientes planes después de la gira y Madonna revela sus preocupaciones sobre su futuro. Con la interpretación final de «Holiday» (1983), el Re-Invention World concluye; en la fiesta posterior al concierto, Madonna recita un poema para su asistente Angie.
El segmento final del documental muestra a la cantante arribando a Tel Aviv, Israel, en medio de las protestas por su visita. Da un discurso en un acto benéfico para su fundación Spirituality For Kids, donde habla de la compasión, la paz y dar a los niños todos los beneficios que se merecen. Posteriormente, visita la Tumba de Raquel, en las afueras de Belén, y ofrece sus oraciones. El documental concluye entonces con una toma de un niño israelí y otro palestino caminando juntos por un camino, cuando la voz en off de Madonna comenta que el público ha aprendido su «secreto».

## Antecedentes de la gira
Re-Invention World Tour fue la sexta gira musical de Madonna, en apoyo de su noveno álbum de estudio American Life (2003); visitó América del Norte y Europa. Madonna se inspiró para crear el tour luego de haber participado en una instalación artística llamada X-STaTIC PRo=CeSS, dirigida por el fotógrafo estadounidense Steven Klein. Un número de canciones fueron ensayadas para la gira, con veinticuatro de ellas formando el repertorio final. El tema central del espectáculo era la unidad contra la violencia y se dividió en cinco actos con distintas temáticas: Barroco francés-María Antonieta, Militar-Armada, Circo-Cabaret, Acústico y Escocés-Tribal. Los diseñadores y las casas de modas Arianne Phillips, Jean-Paul Gaultier, Stella McCartney, Miu Miu, Christian Lacroix y Chanel fueron los encargados de crear y desarrollar los trajes que se usaron en la gira, todos ellos basados en el concepto de «reinvención». El primer segmento representa actuaciones con bailes en general, Militar-Armada muestra temas de la guerra, Circo-Cabaret ofrece presentaciones más alegres, mientras que Acústico melancólicas. Por último, el segmento final Escocés-Tribal muestra a Madonna y sus bailarines ejecutando rutinas de baile enérgicas.
En términos generales, la gira obtuvo reseñas positivas de los críticos contemporáneos, quienes elogiaron la incorporación de los anteriores éxitos de Madonna, como «Material Girl», «Into the Groove» (1985) y «Papa Don't Preach» (1986). Otros periodistas, como es el caso de Elizabeth Smith del New York Times, sintió que a diferencia de la anterior gira de Madonna, Drowned World Tour (2001), que era más oscuro y a menudo hostil, Re-Invention regresaba a la cantante a la luz. Sin embargo, una de las controversias que generó fue que Elton John acusó a Madonna de haber utilizado sincronía de labios en los conciertos, afirmación que posteriormente fue negada por los representantes de la cantante; luego, John pidió disculpas por su acusación. El Re-Invention World fue un éxito comercial: las entradas fueron vendidas completamente en cuanto se anunciaron las fechas y lugares de la gira, lo que impulsó a los organizadores a agregar más fechas. Cuando finalizó, se convirtió en la más taquillera de 2004, con una recaudación final de 125 millones USD de 56 conciertos realizados, y una audiencia de 900 000 personas. Además, ganó el premio Top Tour en los Billboard Touring Awards de 2004, mientras que el representante de Madonna, Caresse Henry, recibió el honor de mejor representante.

## Concepto y desarrollo

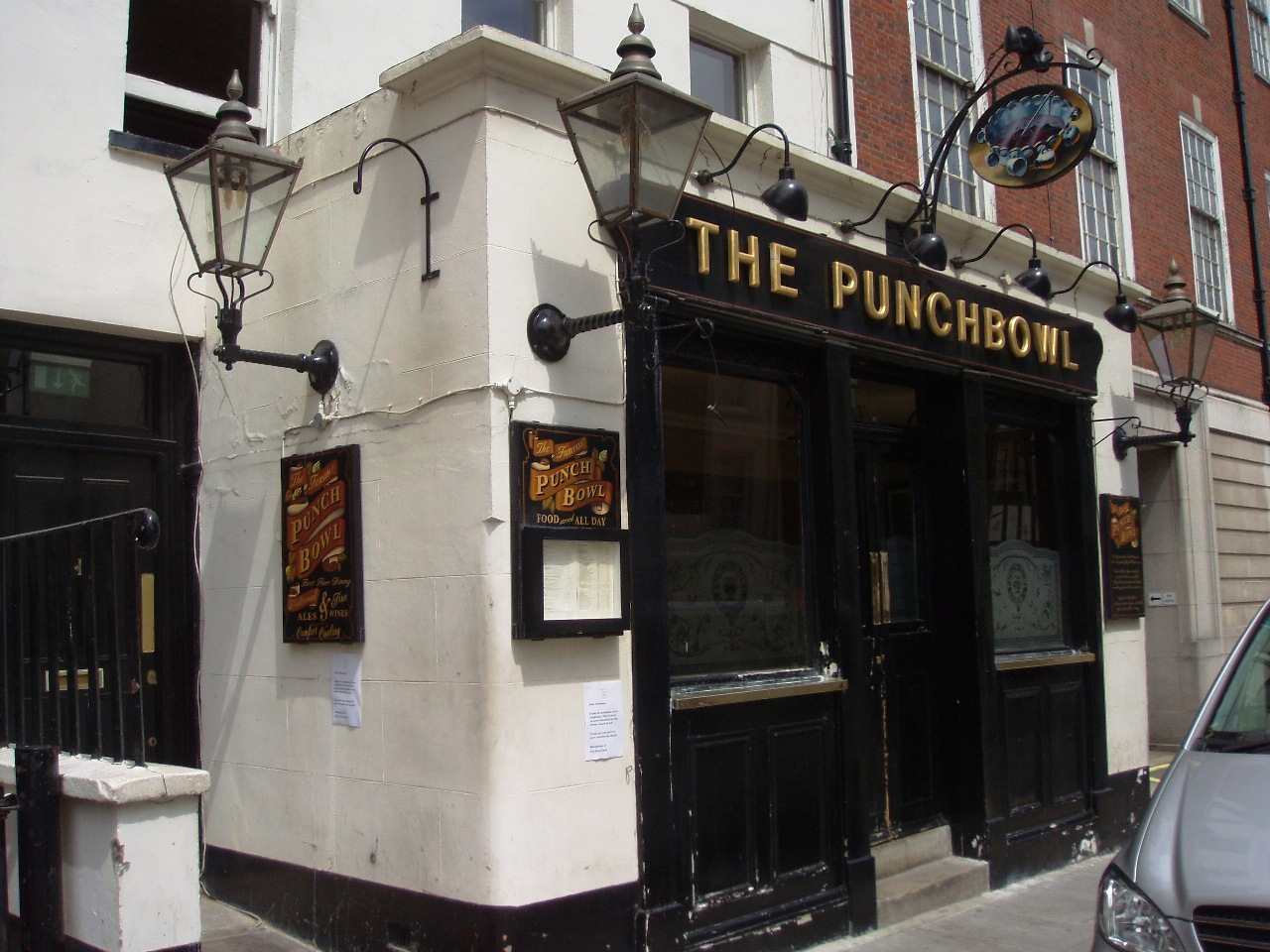
El bar The Punch Bowl en Mayfair, Londres apareció en una de las secuencias del documental

La gira Re-Invention fue relatado en el documental titulado I'm Going to Tell You a Secret. Inicialmente denominado The Re-Invented Process, en referencia al nombre del tour y al de la instalación artística X-STaTIC Pro=CeSS, el documental fue filmado desde el 24 de mayo al 14 de septiembre de 2004, y dirigido por Jonas Åkerlund, quien ya había trabajado anteriormente con vídeos musicales de Madonna y de otros artistas, en numerosos anuncios y en la película de 2002 Spun. I'm Going to Tell You a Secret se desarrolló por la necesidad de Madonna de mostrar su lado artístico en la gira y su entrega hacia el misticismo judío, la Cábala. A diferencia del documental de la cantante Madonna: Truth or Dare (1991), que tenía un aire de glamour de Hollywood, con este, Madonna quería retratar desde su comienzo que se trataba de la espiritualidad y su propia madurez. Al respecto, comentó en una entrevista con MTV que: «Es diferente, tengo un marido, una familia, toda mi vida ha cambiado. Sería muy extraño que me comportara de la misma manera que lo hice hace 12 años, eso sería un poco raro. ¡No hay más botellas Evian! [en referencia a la escena donde simulaba una felación en una botella Evian en Truth or Dare]». Además, explicó que durante Truth or Dare no tenía una familia, de ahí a los actos traviesos con sus bailarines, a diferencia de I'm Going to Tell You a Secret, donde se sentía más equilibrada.
Al igual que en Truth or Dare, las presentaciones de la gira se filmaron en color, mientras que el resto del documental se utilizó el formato blanco y negro. Además de Madonna, sus bailarines, su equipo y personal de la gira, Åkerlund también grabó a su familia, el proceso de trabajo de la cantante y su vida cotidiana. Otros lugares y personas que aparecieron en el documental incluyen al bar de Guy Ritchie The Punch Bowl —ubicado en Mayfair, Londres—, el cineasta Michael Moore y al padre y madrastra de Madonna. En varias escenas, Ritchie se mostraba faltando a diferentes conciertos de Madonna y yendo a tomar copas, lo que provocaba la tristeza de la cantante. Al respecto, explicó en una entrevista en la edición de 2005 de la revista Rolling Stone que las cosas más importantes en una relación son la capacidad de escuchar, la adaptación y el sentido del humor. Añadió:

«[Mi relación con Guy] llegó [en un momento] peculiar [en el documental]. No una relación típica. Muchos hombres machos ven la película [...] porque él no me da ningún trato especial. Creo que resulta como una pareja que tiene una conexión profunda y auténtica. Siempre está ahí para mí, pero no está impresionado. Siento que somos una especie de The Honeymooners, solo que yo soy el personaje de Jackie Gleason. Obviamente, me irrita en forma significativa, al igual que el otro».

En referencia a los incidentes en el bar, Madonna aclaró además que es más difícil para un hombre viajar por el mundo con una chica. Como ejemplo, citó a su amiga, la actriz Gwyneth Paltrow, en el que sostuvo que es más fácil para ella ir de gira con su esposo Chris Martin, quien es el vocalista de la banda británica Coldplay. Agregó: «Tienes que ser un hombre muy desarrollado para ir de gira conmigo, y no tener por un momento esta visión de ti mismo como alguien que ha perdido su identidad». Por último, Madonna también recordó su relación problemática con su padre y cómo él le envió un correo con su aprobación, después de ver el documental. La Cábala también tuvo un punto destacado en el final y la cantante quería emprender una peregrinación espiritual a Israel para practicar su nueva fe en la Cábala. Sin embargo, los judíos ultra ortodoxos protestaron por su visita, al sostener que Madonna había deshonrado a la religión con su representación de llevar filacterias sobre su brazo —una costumbre judía generalmente reservada para los hombres— en el vídeo musical de su sencillo «Die Another Day» (2002). En él, escapaba de una silla eléctrica en la cual se deletreaban en hebreo uno de los 72 nombres sagrados de Dios. Aunque la seguridad israelí había aconsejado a la cantante no emprender el viaje, aun así visitó las tumbas de los sabios judíos en el norte de Israel, así como la Tumba de Raquel en las afueras de Belén, lugar del entierro de la matriarca bíblica Raquel.

## Producción y lanzamiento

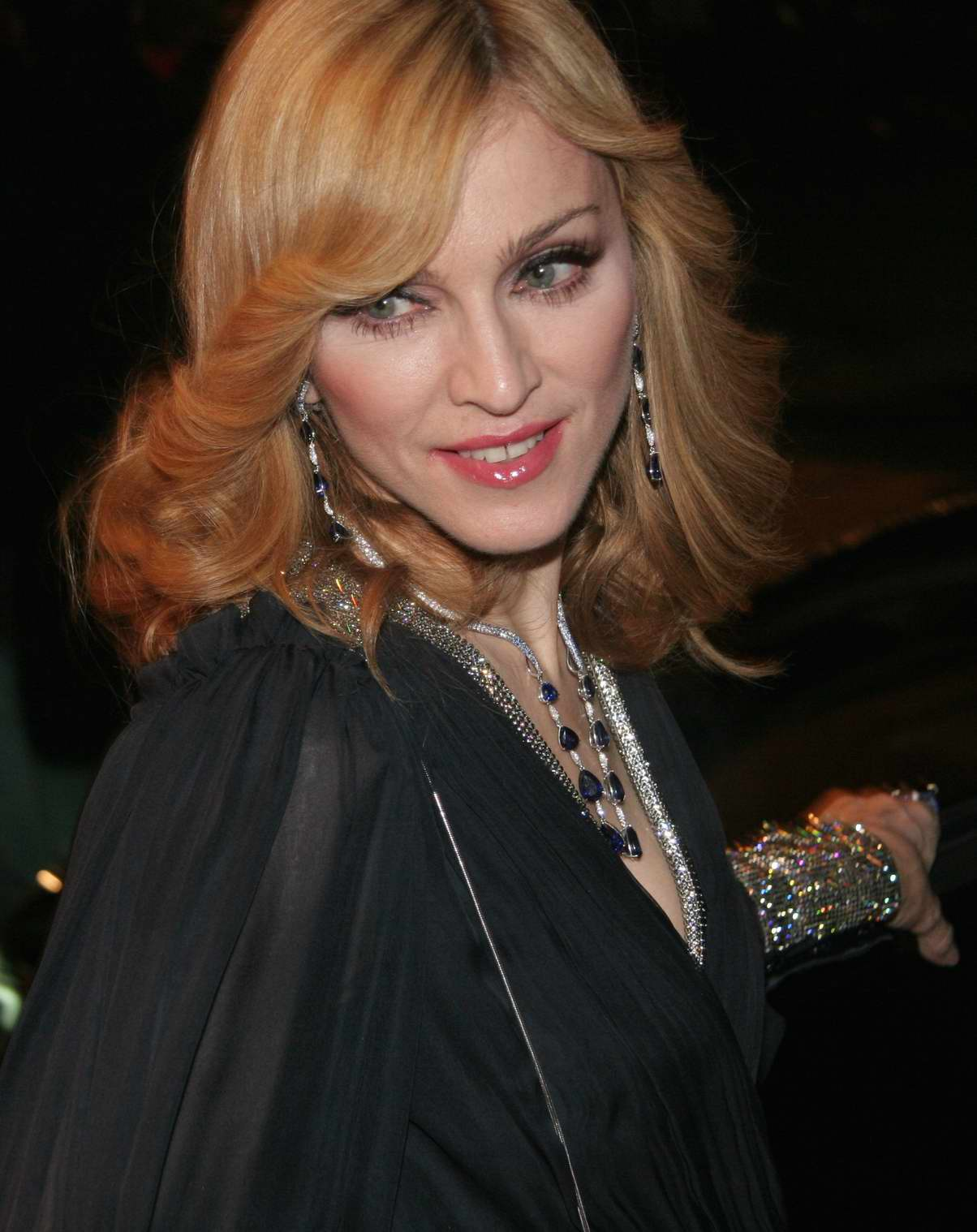
Madonna en la promoción de I'm Going to Tell You a Secret en Chelsea (Estados Unidos)

Moore inicialmente se ofreció a dirigir el documental, pero como estaba ocupado con la edición de su propio proyecto, Fahrenheit 9/11, Madonna contrató a Åkerlund como el director. Poco después, Moore ofreció su ayuda para el proceso de edición, y le aconsejó a Madonna que filmara «el mayor contenido posible». I'm Going to Tell You a Secret fue un proyecto importante para la intérprete, quien estaba determinada a mostrar su personalidad madura en el documental. Con un presupuesto modesto de un millón de dólares, pasó varios meses en la sala de edición junto a Åkerlund y examinaron detenidamente cada toma y detalle para completar la película.
Al mismo tiempo, Madonna también comenzó a trabajar en su décimo álbum de estudio, Confessions on a Dance Floor, por lo que estuvo conmutada entre la edición de la cinta y la grabación de sus canciones. En una entrevista para el diario The Observer, Madonna mencionó: «No es un documental convencional. Es cinemático, es como un diario. Estuve viajando a Estocolmo varias semanas para trabajar en la edición, y luego regresaba aquí [Londres], y fue muy difícil, tomar 350 horas de filmación y reducirlas a sólo dos horas. Me aniquiló por completo». En total, Madonna trabajó por un año en la producción del documental. Cuando se le preguntó por la similitud entre su nuevo proyecto y la cinta En la cama con Madonna de 1991, la cantante respondió: «Creo que una de las grandes diferencias es que entonces durante En la cama con Madonna no tenía familia, así que pasaba más tiempo con los bailarines haciendo cosas locas, graciosas y sin sentido con ellos. Este filme es un acto de malabarismo. Hago menos cosas con los bailarines, pero lloro, porque los amo, y es muy difícil dejarlos ir».
| Estaba así como, "Dios mío, Dios mío, espero que haya hecho lo correcto. Oh, esa escena es muy larga. Oh, esa es muy corta. ¿Le entenderán a esta parte? ¿Les va a gustar esto? ¡Oh, van a pensar que esto es aburrido!" Sólo me preocupaba todo el tiempo, me mordía las uñas». —Madonna hablando sobre su trabajo de edición en el documental. |

Antes del lanzamiento del documental, Madonna invitó a un grupo selecto de amigos y colegas a mirar un primer corte de tres horas de duración en un cine local en Notting Hill, para escribir sus comentarios en un formulario que les fue entregado después de la función. La respuesta que Madonna y su equipo recibieron fue que había demasiado sobre la Cábala en la cinta, de ahí que tuviera que acortar estos segmentos considerablemente. Pese a las críticas, la cantante dijo: «Cuando terminó (la presentación)... pude sentir que le gustó a la gente. Sentí un gran alivio». El 30 de noviembre de 2005 se realizó la primera proyección del documental ya terminado para la prensa en Nueva York; Madonna acudió junto a Ritchie y respondió algunas preguntas por parte de los periodistas presentes. Durante la conferencia de prensa la intérprete anunció sus intenciones de incursionar como directora de cine, pues comentó: «Me encantaría dirigir, me he sentido muy inspirada haciendo esta película y he aprendido mucho sobre cómo se rueda un filme».
I'm Going to Tell You a Secret se estrenó de manera oficial en MTV en los Estados Unidos el 21 de octubre de 2005 a las 22:00 EST. Madonna también presentó su documental ante un grupo de estudiantes de cinematografía en el Hunter College de Nueva York. Una vez terminado, la cantante apareció frente a los estudiantes para una sesión de preguntas y respuestas. Esta aparición fue parte de la serie Stand In de mtvU, donde las celebridades se convertían en profesores universitarios. En el Reino Unido, el documental se estrenó en Channel 4 el 1 de diciembre de 2005. En América Latina, la cadena A&E Network estrenó el documental el 16 de abril de 2006, con repeticiones en las siguientes semanas. I'm Going to Tell You a Secret no se estrenó en las salas de cine y solo fue transmitido por televisión; Åkerlund dijo en una entrevista para la revista BlackBook que deseaba que más gente tuviese la oportunidad de ver el documental, porque «es realmente una pieza de arte muy sólida, si me lo preguntas... gasté muchas lágrimas, sudor y sangre en él».

## Recepción crítica

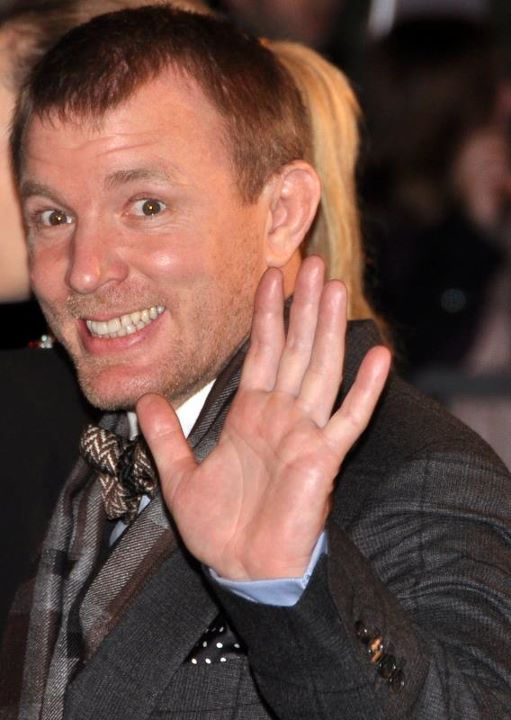
Muchas críticos resaltaron la forma en la que el documental dejó ver la relación de Madonna con su entonces esposo Guy Ritchie

I'm Going to Tell You a Secret recibió reseñas variadas por parte de los críticos. Lucy O'Brien, autora de Madonna: Like an Icon, notó como el film reveló inadvertidamente  un «aislamiento extraño a causa del estrellato». Destacó las escenas donde aparecía su padre, y aquellas donde Madonna no era consciente de estar ante las cámaras, como cuando interactuaba con sus hijos y deseaba que la gira terminase pronto, al hablar sobre sus «muslos italianos gordos» y la presentación bajo la lluvia en Dublín. La autora criticó otras partes de la cinta, que según ella fueron «afectadas» por el comportamiento consciente de estar siendo grabados, como las fiestas detrás del escenario, los poemas y al llevar a sus bailarines a un recital de piano. El Daily News de Nueva York resaltó su madurez y el notable cambio en su personalidad, principalmente en comparación a su actitud rebelde de la década de 1980, pues señaló: «Una vez dijo "papá no sermonees". Pero ahora, a sus 47 años, Madonna descendió del monte para darle un mensaje a ustedes, los pecadores. La gente "se va a ir al infierno si no renuncian a su mal comportamiento"».
La mayoría de las críticas positivas resaltaron la forma en la que el filme permitió un acercamiento sin antecedentes a la vida familiar de Madonna. J. Randy Taraborrelli escribió en su libro Madonna: An Intimate Biography que la película permitió una mirada más cercana a la familia de la cantante. Estaba particularmente impresionado por las escenas de Lourdes, donde «reveló ser más sofisticada para su edad». Kathryn Flett, del periódico The Observer, lo describió como «fascinante, [tiene] pequeños vistazos de su relación con Guy Ritchie, donde ocasionalmente se muestra siendo femenina y ligeramente insegura como el resto de nosotros». De manera similar, la revista Tatler lo describió como «la visión más reveladora sobre su vida jamás hecha» y destacó su nueva imagen y madurez que complementó con el lanzamiento de su álbum Confessions on a Dance Floor. Harper's Bazaar opinó: «Es una mezcla ecléctica de momentos de Madonna. Entre las salvajes yuxtaposiciones del reportaje tras bambalinas, el dulce vídeo diario de la vida de la familia Ritchie, y los suaves anuncios para hacer más conciencia sobre la espiritualidad en general y la Cábala en particular, la única cosa que sale a la superficie constantemente es su humor, a veces obsceno y a menudo sorprendentemente auto-censurado».
Una temática constante en las críticas hacia la cinta fue la comparación con el documental En la cama con Madonna de 1991. Por ejemplo, aunque Rupert Smith de The Guardian reportó que el director «exprimió hasta la última gota de las escenas de una presentación altamente estilizada», comentó que la cantante «dio más en su En la cama con Madonna de 1991; esta vez solo dio la ilusión de candidez». Sin embargo, concluyó que «hasta las ridículas oraciones antes del concierto te sacan una lágrima. No necesitamos que nos digan que "hay más en esta vida que solo fama y fortuna – algo más allá, más profundo", o que "el mundo material" es algo malo. Pero es bueno ver una artista quien, luego de 20 años de trayectoria, aún intenta cambiar el mundo».
Barry Walters, de Rolling Stone, mencionó que «carece de los deleites del documental de la diva En la cama con Madonna de 1991. En su lugar, una Madge más mundana lucha por convertirse en una persona menos dependiente de las frases pegadizas, pero más sincera». De igual forma, Gabril Orqueda, de la edición argentina de dicha revista, comentó los cambios con respecto a su primer documental, y dijo que I'm Going to Tell You a Secret «muestra a la nueva Madonna, en su Re-Invention Tour de 2004, más madura, espiritualmente armónica, pero no menos rubia y ambiciosa».

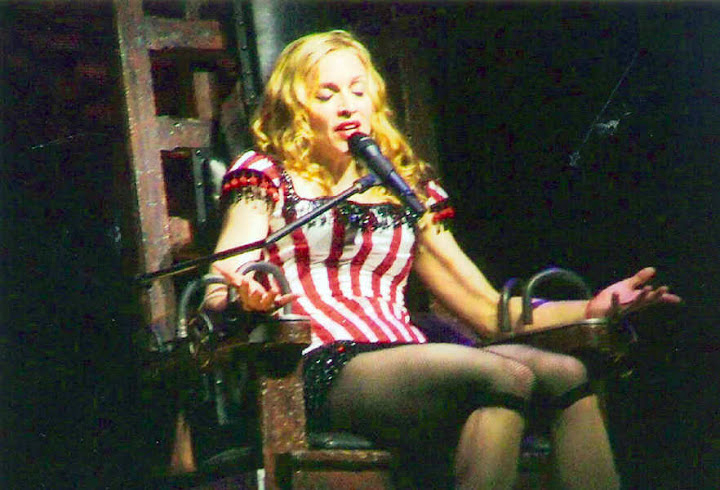
Madonna interpreta «Lament» en el Re-Invention World Tour mientras está atada a una silla eléctrica

Darryl Sterdan de Jam! lo calificó con tres estrellas de cinco, pues argumentó que «apesta tener que sentarte durante todo el vídeo y sólo ver su limosina y su concierto... Para empezar, ¿que tal si nos dan una [película] que no es derivativa ni auto-indulgente?». Colin Jacobson del sitio web DVD Movie Guide opinó que I'm Going to Tell You a Secret encontrará una audiencia dividida y cómo uno reaccione ante el documental será un reflejo de lo que uno piense de Madonna. Añadió: «Fanáticos como yo seremos capaces de esencialmente ignorar los momentos egoístas y disfrutar los elementos de la gira. También nos gustará el vistazo detrás de la vida de Madonna en el camino». El editor de Lexington Herald-Leader compartió su punto de vista, pues confesó que no disfrutó del documental, a excepción de las presentaciones en vivo, dado que veía a Madonna solo como una «artista» y no como una «predicadora».
Mientras reseñaba el estreno en televisión de Madonna: The Confessions Tour Live en 2007, Ginia Bellafante de The New York Times recordó las escenas de Madonna abrazando a sus asistentes y bailarines, y su deseo por ser más amable con las personas que había conocido. Dijo que probablemente Madonna sabía que muchos en su audiencia extrañaban a la «Madonna de hace muchas Madonnas, la que se rehusaba al refinamiento y probablemente pensaba que Oxford sólo era una compañía de seguros». Stephen Thomas Erlewine, de Allmusic, creyó que el documental sirvió bien a su propósito: «Convencerá a cualquiera que esté dudando sobre asistir a ver la gira de 2006, de aceptar y comprar esos caros boletos». Jane Simon, del Daily Mirror, comentó que se volvió aparente desde las primeras escenas que Madonna quería retratarse como una «buena persona». Al describir una de sus escenas, Simon recalcó: «Cuando [Ritchie] le ofrece darle un masaje de pies a Madonna luego de un concierto, lo mira como si algunos seres del espacio exterior lo hubiesen secuestrado. Es uno de los pocos momentos que se siente realmente auténtico en las dos horas».
Roque Casciero del diario Página/12 dio una reseña negativa al documental y concluyó: «Si algo salva al documental es el repaso de las imágenes en vivo de la gira Re-Invention, que demuestran que, sobre el escenario, Madonna sigue siendo la reina del pop. Pero cuando se pone en mística y en salvadora de la humanidad, ni siquiera provoca risa, sino puro y simple aburrimiento». Finalmente, Stephen M. Deusner de Pitchfork Media reprobó el lanzamiento, pues dijo: «La vida [de Madonna] como la retrata el documental es enclaustrada y retirada, marcada por horas de silencioso estudio de la Cábala pero muy poca autoreflexión. Ya sea de forma intencional o no, Åkerlund revela la suprema falta de Madonna de autoconsciencia, desde sus intentos vergonzosos de poesía al tono condescendiente que toma con sus bailarines, hasta su visita increíblemente irresponsable a la tumba de Raquel pese a las advertencias del país anfitrión y su equipo de seguridad». Terminó la reseña al decir que Madonna perdió el punto de que no necesita sermonear nada a la audiencia, son sus canciones las que pasaron la prueba del tiempo y «se han convertido en un idioma compartido por mucha gente que tiene muy poco en común. Su música ha estado cambiando al mundo por más de dos décadas, pero tristemente parece no estar consciente de ello, su verdadero "secreto" de la unidad cultural pop».

## Álbum

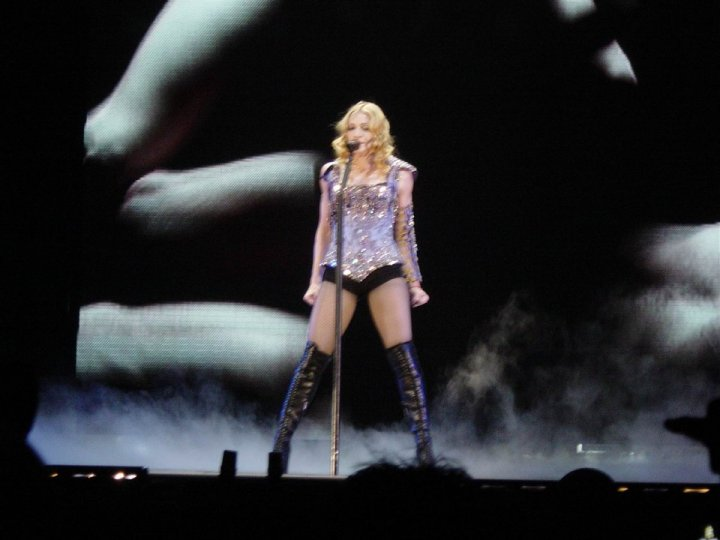
Para la portada del DVD, se utilizó una fotografía tomada durante la presentación de «Frozen» en el Re-Invention World Tour

Warner Bros. Records lanzó el disco I'm Going to Tell You a Secret —el primer álbum en directo de Madonna— como banda sonora acompañante del documental. Fue publicado el 20 de junio de 2006 en un formato de dos discos: un CD con catorce canciones del concierto y un DVD con el documental. El 30 de octubre de 2006 todo el contenido se puso a la venta como descarga digital en iTunes Store. Para la portada del álbum y del documental se utilizó una fotografía tomada en la interpretación de «Frozen» durante el segmento Barroco/María Antonieta de la gira. El CD contiene el audio completo de todas las presentaciones incluidas dentro del documental, además de un demo de «I Love New York», tema publicado en Confessions on a Dance Floor. Por su parte, el contenido adicional del DVD incluye doce escenas eliminadas del documental.
El lanzamiento recibió críticas en su mayoría favorables, incluso recibió una nominación al Premio Grammy al mejor vídeo musical de formato largo en 2007. También tuvo una buena recepción comercial, pues se colocó dentro de las diez primeras posiciones de las listas de álbumes en Bélgica, Canadá, Francia, Alemania, Italia y Suiza; mientras que el DVD alcanzó la cima de los rankings en Australia, España y los Estados Unidos.